# Чемпионат Европы по самбо 2024
Чемпионат Европы по самбо 2024 года прошёл 7 — 13 мая в городе Нови-Сад (Сербия). Город принимал континентальный чемпионат второй раз, предыдущий чемпионат прошёл в 2022 году. В чемпионате участвовали 750 спортсменов из 29 стран — рекордные показатели для первенства континента. Спортсмены России, Белоруссии и Франции выступали в нейтральном статусе. Впервые в программу чемпионата Европы были включены соревнования по боевому самбо среди женщин. В рамках чемпионата также прошли соревнования среди юношей и юниоров.

## Медалисты

### Мужчины
| Весовая категория | Золото                       | Серебро                     | Бронза                                                   |
| ----------------- | ---------------------------- | --------------------------- | -------------------------------------------------------- |
| до 58 кг          | Владислав Бурдь · Беларусь   | Борислав Янаков · Болгария  | Карен Саргсян · Армения Ниджат Мамедли · Азербайджан     |
| до 64 кг          | Эльвин Багиров · Азербайджан | Нарек Даллакян · Армения    | Алексей Зайцев · Россия Милос Самарджич · Сербия         |
| до 71 кг          | Рамед Гукев · Россия         | Владислав Саяпин · Беларусь | Ангел Ангелов · Болгария Элизбар Туркиа · Грузия         |
| до 79 кг          | Илья Затылкин · Россия       | Лука Тсиквадзе · Грузия     | Иван Харьков · Болгария Дино-Доменик Сумпор · Хорватия   |
| до 88 кг          | Ушанги Маргиани · Грузия     | Георг Бодирлау · Румыния    | Антон Суровцев · Россия Тин Страза · Хорватия            |
| до 98 кг          | Давид Лориашвили · Грузия    | Арсен Хаджинян · Армения    | Расул Айдемиров · Азербайджан Ярослав Давидчук · Украина |
| свыше 98 кг       | Роман Желтов · Россия        | Илие Натеа · Румыния        | Виктор Решко · Латвия Илья Жупиков · Беларусь            |

### Женщины
| Весовая категория | Золото                        | Серебро                      | Бронза                                                     |
| ----------------- | ----------------------------- | ---------------------------- | ---------------------------------------------------------- |
| до 50 кг          | Юлия Молчанова · Россия       | София Кочер · Франция        | Мария Буёк · Украина Анфиса Копаева · Беларусь             |
| до 54 кг          | Анастасия Луканина · Россия   | Сюзанна Плиш · Украина       | Кристина Бланару · Румыния Алёна Купаво · Беларусь         |
| до 59 кг          | Алёна Алёхина · Россия        | Кристина Бондарь · Румыния   | Татьяна Мацко · Беларусь Саша Бувалда · Нидерланды         |
| до 65 кг          | Анастасия Гончарова · Россия  | Анастасия Шевченко · Украина | Даниэла Ждан · Беларусь Ван Дун Сем · Нидерланды           |
| до 72 кг          | Ксения Задворнова · Россия    | Анжела Жилинская · Беларусь  | Нино Одзелашвили · Грузия Волха Малейка · Румыния          |
| до 80 кг          | Екатерина Москалёва · Румыния | Алёна Прокопенко · Россия    | Катерина Гобек Леа · Хорватия Полина Граматнева · Беларусь |
| свыше 80 кг       | Анастасия Комович · Украина   | Валерия Хрущёва · Беларусь   | Елена Кебадзе · Грузия Альбина Чоломбитько · Россия        |

### Мужчины (боевое самбо)
| Весовая категория | Золото                     | Серебро                    | Бронза                                                 |
| ----------------- | -------------------------- | -------------------------- | ------------------------------------------------------ |
| до 58 кг          | Ай-Херел Хертек · Россия   | Евгений Ребикай · Беларусь | Борис Кандов · Болгария Сергей Дулко · Литва           |
| до 64 кг          | Маис Нерсиян · Армения     | Евгений Михно · Беларусь   | Александр Воропаев · Украина Александр Донцов · Россия |
| до 71 кг          | Андрей Кучеренко · Украина | Патрик Сумпор · Хорватия   | Стефан Жупарик · Сербия Мгер Мерджанян · Армения       |
| до 79 кг          | Владислав Руднев · Украина | Иван Ложкин · Россия       | Христиан Ямболиев · Болгария Лука Матосевич · Хорватия |
| до 88 кг          | Пётр Давыденко · Украина   | Саид Саидов · Россия       | Кристиан Аниев · Болгария Аветик Погосян · Армения     |
| до 98 кг          | Магомед Гасанов · Россия   | Арман Аванесян · Армения   | Анатолий Волошинов · Украина Дарко Ристич · Сербия     |
| свыше 98 кг       | Михаил Кашурников · Россия | Делиан Алишахи · Болгария  | Борис Булуха · Беларусь Дарио Гргик · Хорватия         |

### Женщины (боевое самбо)
| Весовая категория | Золото                      | Серебро                      | Бронза                                             |
| ----------------- | --------------------------- | ---------------------------- | -------------------------------------------------- |
| до 54 кг          | Вера Лоткова · Россия       | Арпине Мнацаканян · Армения  | Стефани Пешева · Болгария Сихам Боуснане · Франция |
| до 59 кг          | Кристина Бондарь · Румыния  | Елизавета Лапаева · Беларусь | Србихи Ховакимян · Армения Нина Сердюк · Россия    |
| до 65 кг          | Софья Истомина · Россия     | Юлиана Лысенко · Украина     | Сабина Артемчук · Молдова                          |
| до 72 кг          | Шакед Нисимиян · Израиль    | Ангелина Лысенко · Украина   | Яна Полякова · Россия                              |
| до 80 кг          | Валерия Захаревич · Украина | Анжела Гаспарян · Россия     | Дарина Борилович · Хорватия                        |